# Pedro Piquet
Pedro Leon Estacio Piquet Souto Maior (ur. 3 lipca 1998 w Brasílii) – brazylijski kierowca wyścigowy. Syn mistrza świata Formuły 1 – Nelsona Piquet i młodszy brat byłego kierowcy Formuły 1 – Nelsona Piquet Jr. Mistrz Brazylijskiej Formuły 3 w 2014 i 2015 roku, wicemistrz Toyota Racing Series w 2017 roku. W 2020 roku kierowca Formuły 2 w zespole Charouz Racing System.

## Życiorys
Po sukcesach w kartingu, Piquet rozpoczął międzynarodową karierę w jednomiejscowych samochodach wyścigowych w 2014 roku od startów w Brazylijskiej Formule 3. Spośród szesnastu wyścigów, w których wystartował, wygrywał w jedenastu, a czternastokrotnie stawał na podium. Uzbierane 211 punktów pozwoliły mu zdobyć tytuł mistrza serii. Rok później powtórzył ten sukces.
W 2016 roku Brazylijczyk podpisał kontrakt z holenderską ekipą Van Amersfoort Racing na starty w Europejskiej Formule 3. Wystartował w trzydziestu wyścigach. Z dorobkiem dziewiętnastu punktów został sklasyfikowany na dziewiętnastej pozycji w klasyfikacji końcowej kierowców.

## Wyniki

### Podsumowanie
| Sezon | Seria                                      | Zespół                         | Starty | P1 | PP | NO | Podia | Punkty | Pozycja |
| ----- | ------------------------------------------ | ------------------------------ | ------ | -- | -- | -- | ----- | ------ | ------- |
| 2014  | Brazylijska Formuła 3                      | Cesário F3                     | 16     | 11 | 6  | 8  | 14    | 211    | 1       |
| 2014  | Brazilian Porsche GT3 Cup Challenge        |                                | 1      | 1  | 1  | 1  | 1     | 0      | NS†     |
| 2014  | Global Rallycross Championship - GRC Lites | Piquet Sports                  | 1      | 0  | 0  | 0  | 1     | 43     | 12      |
| 2014  | Brazilian Mercedes-Benz Challenge C250 Cup | Linardi Sports                 | 1      | 0  | 0  | 0  | 0     | 7      | 24      |
| 2014  | Toyota Racing Series                       | M2 Competition                 | 6      | 0  | 0  | 0  | 0     | 140    | 21      |
| 2015  | Brazylijska Formuła 3                      | Cesário F3                     | 16     | 14 | 8  | 14 | 14    | 213    | 1       |
| 2015  | Porsche GT3 Cup Brasil                     |                                | 10     | 1  | 1  | 6  | 5     | 49     | 13      |
| 2015  | Porsche Supercup                           | The Heart of Racing by Lechner | 2      | 0  | 0  | 0  | 0     | 0      | NS†     |
| 2016  | Europejska Formuła 3                       | Van Amersfoort Racing          | 30     | 0  | 0  | 0  | 0     | 19     | 19      |
| 2016  | Masters of Formula 3                       | Van Amersfoort Racing          | 1      | 0  | 0  | 0  | 0     | n.d.   | 6       |
| 2016  | Grand Prix Makau                           | Van Amersfoort Racing          | 1      | 0  | 0  | 0  | 0     | n.d.   | 9       |
| 2016  | Toyota Racing Series                       | M2 Competition                 | 15     | 2  | 1  | 3  | 7     | 710    | 5       |
| 2017  | Europejska Formuła 3                       | Van Amersfoort Racing          | 30     | 0  | 0  | 0  | 1     | 80     | 14      |
| 2017  | Grand Prix Makau                           | Van Amersfoort Racing          | 1      | 0  | 0  | 0  | 0     | n.d.   | 6       |
| 2017  | Toyota Racing Series                       | M2 Competition                 | 15     | 3  | 0  | 0  | 8     | 850    | 2       |
| 2018  | Seria GP3                                  | Trident                        | 18     | 2  | 0  | 0  | 4     | 106    | 6       |
| 2019  | Formuła 3                                  | Trident                        | 16     | 1  | 0  | 1  | 3     | 98     | 5       |
| 2020  | Formuła 2                                  | Charouz Racing System          | 24     | 0  | 0  | 0  | 0     | 3      | 20      |
| 2022  | Stock Car Brasil                           | Motul TMG Racing               | 1      | 0  | 0  | 0  | 0     | 0      | NS†     |

† - Jako gość nie mógł zdobywać punktów.

### Porsche Supercup
| Legenda oznaczeń w tabelach wyników Wyświetl szablon na nowej stronie | Legenda oznaczeń w tabelach wyników Wyświetl szablon na nowej stronie                                                                     |
| Oznaczenie                                                            | Wyjaśnienie |
| --------------------------------------------------------------------- | --- |
| Złoty                                                                 | Zwycięzca lub mistrzostwo |
| Srebrny                                                               | 2. miejsce lub wicemistrzostwo |
| Brązowy                                                               | 3. miejsce lub II wicemistrzostwo |
| Zielony                                                               | Ukończył, punktował (w klasyfikacji generalnej, gdy zdobył co najmniej jeden punkt na przestrzeni sezonu, poza trzema powyższymi opcjami) |
| Niebieski                                                             | Ukończył, nie punktował (w klasyfikacji generalnej, gdy nie zdobył co najmniej jednego punktu na przestrzeni sezonu)                      |
| Czerwony                                                              | Nie zakwalifikował się (NZ) |
| Czerwony                                                              | Nie prekwalifikował się (NPK) |
| Różowy                                                                | Nie ukończył (NU) |
| Różowy                                                                | Niesklasyfikowany (NS) (w klasyfikacji generalnej, gdy nie został sklasyfikowany w żadnym wyścigu sezonu)                                 |
| Czarny                                                                | Zdyskwalifikowany (DK) |
| Czarny                                                                | Wykluczony (WYK/EX) |
| Biały                                                                 | Nie wystartował (NW) |
| Biały                                                                 | Kontuzjowany (K/INJ) |
| Biały                                                                 | Wyścig odwołany (OD/C) |
| Bez koloru                                                            | Został wycofany (WYC/WD) |
| Bez koloru                                                            | Nie przybył (NP/DNA) |
| Bez koloru                                                            | Nie brał udziału w treningach (NT/DNP) |
| Bez koloru                                                            | Nie został zgłoszony (–) |
| Pogrubienie                                                           | Start z pole position |
| Kursywa                                                               | Najszybsze okrążenie wyścigu |
| †                                                                     | Nie ukończył, ale jego rezultat został zaliczony ze względu na przejechanie więcej niż 90% dystansu wyścigu.                              |
| *                                                                     | Sezon w trakcie |
| 1/2/3                                                                 | Punktowana pozycja w sprincie kwalifikacyjnym                                                                                             |
| Lista systemów punktacji Formuły 1                                    | |

| Rok  | Zespół                         | Wyniki w poszczególnych eliminacjach | Wyniki w poszczególnych eliminacjach | Wyniki w poszczególnych eliminacjach | Wyniki w poszczególnych eliminacjach | Wyniki w poszczególnych eliminacjach | Wyniki w poszczególnych eliminacjach | Wyniki w poszczególnych eliminacjach | Wyniki w poszczególnych eliminacjach | Wyniki w poszczególnych eliminacjach | Wyniki w poszczególnych eliminacjach | Wyniki w poszczególnych eliminacjach | Punkty | Pozycja |
| ---- | ------------------------------ | ------------------------------------ | ------------------------------------ | ------------------------------------ | ------------------------------------ | ------------------------------------ | ------------------------------------ | ------------------------------------ | ------------------------------------ | ------------------------------------ | ------------------------------------ | ------------------------------------ | ------ | ------- |
| 2015 | The Heart of Racing by Lechner | CAT                                  | MON                                  | AUT                                  | GBR                                  | HUN                                  | BEL                                  | BEL                                  | ITA                                  | ITA                                  | USA                                  | USA                                  | 0‡     | NS‡     |
| 2015 | The Heart of Racing by Lechner | –                                    | –                                    | 27                                   | –                                    | DK                                   | –                                    | –                                    | –                                    | –                                    | –                                    | –                                    | 0‡     | NS‡     |

‡ - Jako gość nie mógł zdobywać punktów

### Europejska Formuła 3
| Rok  | Zespół                | Wyniki w poszczególnych eliminacjach | Wyniki w poszczególnych eliminacjach | Wyniki w poszczególnych eliminacjach | Wyniki w poszczególnych eliminacjach | Wyniki w poszczególnych eliminacjach | Wyniki w poszczególnych eliminacjach | Wyniki w poszczególnych eliminacjach | Wyniki w poszczególnych eliminacjach | Wyniki w poszczególnych eliminacjach | Wyniki w poszczególnych eliminacjach | Wyniki w poszczególnych eliminacjach | Wyniki w poszczególnych eliminacjach | Wyniki w poszczególnych eliminacjach | Wyniki w poszczególnych eliminacjach | Wyniki w poszczególnych eliminacjach | Wyniki w poszczególnych eliminacjach | Wyniki w poszczególnych eliminacjach | Wyniki w poszczególnych eliminacjach | Wyniki w poszczególnych eliminacjach | Wyniki w poszczególnych eliminacjach | Wyniki w poszczególnych eliminacjach | Wyniki w poszczególnych eliminacjach | Wyniki w poszczególnych eliminacjach | Wyniki w poszczególnych eliminacjach | Wyniki w poszczególnych eliminacjach | Wyniki w poszczególnych eliminacjach | Wyniki w poszczególnych eliminacjach | Wyniki w poszczególnych eliminacjach | Wyniki w poszczególnych eliminacjach | Wyniki w poszczególnych eliminacjach | Punkty | Pozycja |
| ---- | --------------------- | ------------------------------------ | ------------------------------------ | ------------------------------------ | ------------------------------------ | ------------------------------------ | ------------------------------------ | ------------------------------------ | ------------------------------------ | ------------------------------------ | ------------------------------------ | ------------------------------------ | ------------------------------------ | ------------------------------------ | ------------------------------------ | ------------------------------------ | ------------------------------------ | ------------------------------------ | ------------------------------------ | ------------------------------------ | ------------------------------------ | ------------------------------------ | ------------------------------------ | ------------------------------------ | ------------------------------------ | ------------------------------------ | ------------------------------------ | ------------------------------------ | ------------------------------------ | ------------------------------------ | ------------------------------------ | ------ | ------- |
| 2016 | Van Amersfoort Racing | LEC                                  | LEC                                  | LEC                                  | HUN                                  | HUN                                  | HUN                                  | PAU                                  | PAU                                  | PAU                                  | RBR                                  | RBR                                  | RBR                                  | NOR                                  | NOR                                  | NOR                                  | ZAN                                  | ZAN                                  | ZAN                                  | SPA                                  | SPA                                  | SPA                                  | NÜR                                  | NÜR                                  | NÜR                                  | IMO                                  | IMO                                  | IMO                                  | HOC                                  | HOC                                  | HOC                                  | 19     | 19      |
| 2016 | Van Amersfoort Racing | 11                                   | 14                                   | NU                                   | 13                                   | 14                                   | 7                                    | 20                                   | NU                                   | 10                                   | 19                                   | NU                                   | 13                                   | 9                                    | NU                                   | NU                                   | 13                                   | 16                                   | 13                                   | 18                                   | 6                                    | 14                                   | 17                                   | 9                                    | 15                                   | NU                                   | 12                                   | 14                                   | 16                                   | 17                                   | 15                                   | 19     | 19      |
| 2017 | Van Amersfoort Racing | SIL                                  | SIL                                  | SIL                                  | MNZ                                  | MNZ                                  | MNZ                                  | PAU                                  | PAU                                  | PAU                                  | HUN                                  | HUN                                  | HUN                                  | NOR                                  | NOR                                  | NOR                                  | SPA                                  | SPA                                  | SPA                                  | ZAN                                  | ZAN                                  | ZAN                                  | NÜR                                  | NÜR                                  | NÜR                                  | RBR                                  | RBR                                  | RBR                                  | HOC                                  | HOC                                  | HOC                                  | 80     | 14      |
| 2017 | Van Amersfoort Racing | 9                                    | 18                                   | 11                                   | 16                                   | NU                                   | 7                                    | 7                                    | 13                                   | 8                                    | 17                                   | 13                                   | 14                                   | 2                                    | 6                                    | NU                                   | 10                                   | 16                                   | 12                                   | 7                                    | NU                                   | 6                                    | NU                                   | 17                                   | 13                                   | 10                                   | 15                                   | 15                                   | 7                                    | 7                                    | 6                                    | 80     | 14      |

### Seria GP3
| Rok  | Zespół  | Wyniki w poszczególnych eliminacjach | Wyniki w poszczególnych eliminacjach | Wyniki w poszczególnych eliminacjach | Wyniki w poszczególnych eliminacjach | Wyniki w poszczególnych eliminacjach | Wyniki w poszczególnych eliminacjach | Wyniki w poszczególnych eliminacjach | Wyniki w poszczególnych eliminacjach | Wyniki w poszczególnych eliminacjach | Wyniki w poszczególnych eliminacjach | Wyniki w poszczególnych eliminacjach | Wyniki w poszczególnych eliminacjach | Wyniki w poszczególnych eliminacjach | Wyniki w poszczególnych eliminacjach | Wyniki w poszczególnych eliminacjach | Wyniki w poszczególnych eliminacjach | Wyniki w poszczególnych eliminacjach | Wyniki w poszczególnych eliminacjach | Punkty | Pozycja |
| ---- | ------- | ------------------------------------ | ------------------------------------ | ------------------------------------ | ------------------------------------ | ------------------------------------ | ------------------------------------ | ------------------------------------ | ------------------------------------ | ------------------------------------ | ------------------------------------ | ------------------------------------ | ------------------------------------ | ------------------------------------ | ------------------------------------ | ------------------------------------ | ------------------------------------ | ------------------------------------ | ------------------------------------ | ------ | ------- |
| 2018 | Trident | CAT                                  | CAT                                  | LEC                                  | LEC                                  | RBR                                  | RBR                                  | SIL                                  | SIL                                  | HUN                                  | HUN                                  | SPA                                  | SPA                                  | MNZ                                  | MNZ                                  | SOC                                  | SOC                                  | YMC                                  | YMC                                  | 106    | 6       |
| 2018 | Trident | 9                                    | NU                                   | 6                                    | 2                                    | 4                                    | 2                                    | 7                                    | 1                                    | 12                                   | 9                                    | 4                                    | 5                                    | 7                                    | 1                                    | 15                                   | 11                                   | 12                                   | NU                                   | 106    | 6       |

### Formuła 3
| Rok  | Zespół  | Wyniki w poszczególnych eliminacjach | Wyniki w poszczególnych eliminacjach | Wyniki w poszczególnych eliminacjach | Wyniki w poszczególnych eliminacjach | Wyniki w poszczególnych eliminacjach | Wyniki w poszczególnych eliminacjach | Wyniki w poszczególnych eliminacjach | Wyniki w poszczególnych eliminacjach | Wyniki w poszczególnych eliminacjach | Wyniki w poszczególnych eliminacjach | Wyniki w poszczególnych eliminacjach | Wyniki w poszczególnych eliminacjach | Wyniki w poszczególnych eliminacjach | Wyniki w poszczególnych eliminacjach | Wyniki w poszczególnych eliminacjach | Wyniki w poszczególnych eliminacjach | Punkty | Pozycja |
| ---- | ------- | ------------------------------------ | ------------------------------------ | ------------------------------------ | ------------------------------------ | ------------------------------------ | ------------------------------------ | ------------------------------------ | ------------------------------------ | ------------------------------------ | ------------------------------------ | ------------------------------------ | ------------------------------------ | ------------------------------------ | ------------------------------------ | ------------------------------------ | ------------------------------------ | ------ | ------- |
| 2019 | Trident | CAT                                  | CAT                                  | LEC                                  | LEC                                  | RBR                                  | RBR                                  | SIL                                  | SIL                                  | HUN                                  | HUN                                  | SPA                                  | SPA                                  | MNZ                                  | MNZ                                  | SOC                                  | SOC                                  | 98     | 5       |
| 2019 | Trident | 26                                   | 16                                   | 3                                    | 2                                    | 6                                    | 15                                   | 6                                    | 27†                                  | NU                                   | 27                                   | 1                                    | 6                                    | 5                                    | 5                                    | 6                                    | NU                                   | 98     | 5       |

### Formuła 2
| Rok  | Zespół                | Wyniki w poszczególnych eliminacjach | Wyniki w poszczególnych eliminacjach | Wyniki w poszczególnych eliminacjach | Wyniki w poszczególnych eliminacjach | Wyniki w poszczególnych eliminacjach | Wyniki w poszczególnych eliminacjach | Wyniki w poszczególnych eliminacjach | Wyniki w poszczególnych eliminacjach | Wyniki w poszczególnych eliminacjach | Wyniki w poszczególnych eliminacjach | Wyniki w poszczególnych eliminacjach | Wyniki w poszczególnych eliminacjach | Wyniki w poszczególnych eliminacjach | Wyniki w poszczególnych eliminacjach | Wyniki w poszczególnych eliminacjach | Wyniki w poszczególnych eliminacjach | Wyniki w poszczególnych eliminacjach | Wyniki w poszczególnych eliminacjach | Wyniki w poszczególnych eliminacjach | Wyniki w poszczególnych eliminacjach | Wyniki w poszczególnych eliminacjach | Wyniki w poszczególnych eliminacjach | Wyniki w poszczególnych eliminacjach | Wyniki w poszczególnych eliminacjach | Punkty | Pozycja |
| ---- | --------------------- | ------------------------------------ | ------------------------------------ | ------------------------------------ | ------------------------------------ | ------------------------------------ | ------------------------------------ | ------------------------------------ | ------------------------------------ | ------------------------------------ | ------------------------------------ | ------------------------------------ | ------------------------------------ | ------------------------------------ | ------------------------------------ | ------------------------------------ | ------------------------------------ | ------------------------------------ | ------------------------------------ | ------------------------------------ | ------------------------------------ | ------------------------------------ | ------------------------------------ | ------------------------------------ | ------------------------------------ | ------ | ------- |
| 2020 | Charouz Racing System | RBR                                  | RBR                                  | RBR                                  | RBR                                  | HUN                                  | HUN                                  | SIL                                  | SIL                                  | SIL                                  | SIL                                  | CAT                                  | CAT                                  | SPA                                  | SPA                                  | MNZ                                  | MNZ                                  | MUG                                  | MUG                                  | SOC                                  | SOC                                  | BHR                                  | BHR                                  | BHR                                  | BHR                                  | 3      | 20      |
| 2020 | Charouz Racing System | 13                                   | 13                                   | 18                                   | 14                                   | 14                                   | 15                                   | 11                                   | 17                                   | 21                                   | 16                                   | 14                                   | 7                                    | 12                                   | 12                                   | 12                                   | 17                                   | 13                                   | 12                                   | 17                                   | 9                                    | 11                                   | 19†                                  | 10                                   | 11                                   | 3      | 20      |